# Matías Cabrera (calciatore 1986)
Matías Julio Cabrera Acevedo (Montevideo, 16 maggio 1986) è un ex calciatore uruguaiano, di ruolo centrocampista.

## Caratteristiche tecniche
È un agile centrocampista, organizzatore di gioco grazie alla sua abilità nei passaggi. Predilige il ruolo di regista ma può adattarsi anche al ruolo di trequartista.

## Carriera

### Gli esordi
Cresciuto nelle giovanili del El Tanque Sisley, club in cui inizia la sua carriera da professionista nel 2005, nella Segunda División.
Nel gennaio 2006 passa al Cerro, dove conquista la Liguilla nel 2009.

### Nacional
Nel luglio del 2009 viene acquistato dal Nacional (in quella stagione sotto la guida tecnica dello zio Eduardo Acevedo) col quale vince il torneo di apertura dell'anno. Il 26 novembre del 2009 subisce una frattura del cranio durante un allenamento col Nacional; il giocatore riesce a recuperare la condizione, anche se le presenze della stagione 2009-2010 risultano poche e frammentate. Con il Nacional vince due campionati uruguaiani, nel 2010-2011 e nel 2011-2012.

### Cagliari
Il 30 gennaio 2013, nella sessione di mercato invernale, viene acquistato a titolo definitivo dalla società italiana del Cagliari, per una cifra pari a circa 2 milioni di euro e un contratto fino al 2017. Viene presentato ufficialmente il 12 febbraio, scegliendo la maglia numero 22. Nella trattativa è stata decisiva l'opinione positiva di José Oscar Herrera, nome legato all'entourage del giocatore uruguayano, ed ex calciatore del Cagliari degli anni novanta.
Esordisce con la nuova maglia e in Serie A nella vittoria esterna (0-2) contro il Pescara del 17 febbraio, subentrando nel finale, disputando gli ultimi venti minuti di gioco.
Durante la prima giornata del campionato 2013-2014, il 25 agosto, realizza la sua prima rete con la maglia del Cagliari e in Serie A, nella partita vinta dai rossoblu per 2-1 sull'Atalanta, siglando il gol decisivo nel secondo tempo dell'incontro.

### Estoril Praia
Il 1º settembre 2014 si trasferisce a titolo definitivo all'Estoril Praia in uno scambio che ha visto fare a João Pedro il percorso inverso.

### Ritorno al Nacional
Dopo essere rimasto svincolato viene acquistato il 23 settembre 2015 dal Nacional facendo così ritorno in patria dopo soli tre anni.

## Statistiche

### Presenze e reti nelle squadre di club
Statistiche aggiornate all'11 agosto 2015.
| Stagione        | Squadra         | Campionato      | Campionato | Campionato | Coppe nazionali | Coppe nazionali | Coppe nazionali | Coppe continentali | Coppe continentali | Coppe continentali | altre coppe | altre coppe | altre coppe | Totale | Totale |
| Stagione        | Squadra         | Comp            | Pres       | Reti       | Comp            | Pres            | Reti            | Comp               | Pres               | Reti               | Comp        | Pres        | Reti        | Pres   | Reti   |
| --------------- | --------------- | --------------- | ---------- | ---------- | --------------- | --------------- | --------------- | ------------------ | ------------------ | ------------------ | ----------- | ----------- | ----------- | ------ | ------ |
| 2007-2008       | Cerro           | PD              | 27         | 1          |                 | -               | -               |                    | -                  | -                  |             | -           | -           | 27     | 1      |
| 2008-2009       | Cerro           | PD              | 24         | 2          |                 | -               | -               |                    | -                  | -                  |             | -           | -           | 24     | 2      |
| Totale Cerro    | Totale Cerro    | Totale Cerro    | 51         | 3          |                 | -               | -               |                    | -                  | -                  |             | -           | -           | 51     | 3      |
| 2009-2010       | Nacional        | PD              | 16         | 1          |                 | -               | -               | CL                 | 1                  | 0                  |             | -           | -           | 17     | 1      |
| 2010-2011       | Nacional        | PD              | 24+1       | 2+0        |                 | -               | -               | CL                 | 6                  | 0                  |             | -           | -           | 31     | 2      |
| 2011-2012       | Nacional        | PD              | 20+1       | 3+0        |                 | -               | -               | CS+CL              | 2+2                | 0                  |             | -           | -           | 25     | 3      |
| 2012-gen. 2013  | Nacional        | PD              | 9          | 0          |                 | -               | -               | CS                 | 3                  | 0                  |             | -           | -           | 12     | 0      |
| Totale Nacional | Totale Nacional | Totale Nacional | 69+2       | 6+0        |                 | -               | -               |                    | 14                 | 0                  |             | -           | -           | 85     | 6      |
| gen.-giu. 2013  | Cagliari        | A               | 7          | 0          | CI              | -               | -               |                    | -                  | -                  |             | -           | -           | 7      | 0      |
| 2013-2014       | Cagliari        | A               | 19         | 1          | CI              | 1               | 0               |                    | -                  | -                  |             | -           | -           | 20     | 1      |
| Totale Cagliari | Totale Cagliari | Totale Cagliari | 26         | 1          |                 | 1               | 0               |                    |                    |                    |             | -           | -           | 27     | 1      |
| 2014-2015       | Estoril Praia   | PL              | 20         | 0          | TdP+TdL         | 0+3             | 0+1             | UEL                | 3                  | 0                  |             | -           | -           | 26     | 1      |
| Totale Carriera | Totale Carriera | Totale Carriera | 168        | 10         |                 | 4               | 1               |                    | 17                 | 0                  |             | -           | -           | 189    | 11     |

## Palmarès

### Competizioni nazionali
- Liguilla Pre-Libertadores de América: 1

Cerro: 2009
- Campionato uruguaiano: 2

Nacional: 2010-2011 2011-2012